# ビカリセン
ビカリセン（Bicalicene）は、化学式C16H8の多環式炭化水素であり、シクロペンタジエン2つとシクロプロペン2つが結合して8員環を成している。cis-ビカリセンとtrans-ビカリセンの2つの異性体がある。名称はカリセンの二量体であることによる。

## 合成
1,2-ビス(tert-ブチルチオ)-3,3-ジクロロシクロプロペンをシクロペンタジエンアニオンで処理した後、水素化トリブチルスズとシリカゲルを用いて脱硫的スタニル化することで調製される。

## 性質
trans-ビカリセンは、3員環の炭素原子に正電荷、5員環の炭素原子に負電荷を持ち、分子全体としてπ電子16個を持つ多環芳香族炭化水素である。
一方、cis-ビカリセンは反芳香族炭化水素である。